# Боишься ли ты темноты?
Бои́шься ли ты темноты́? (англ. Are You Afraid of the Dark?) — канадский телевизионный сериал в жанре ужасов, созданный Д. Дж. Макхейлом и транслировавшийся на телеканале Nickelodeon. Производством занималась канадская компания «Cinar» и сам же Nickelodeon. Съёмки проходили в основном в Канаде (в Ричмонде и Монреале и их пригородах).
Сериал снимался в двух частях: первая, из пяти сезонов, была снята с 1990 по 1996 год, вторая, из двух сезонов — спустя три года, с 1999 по 2000 год. Премьерный показ пилотной серии «The Tale of the Twisted Claw» состоялся в октябре 1990 года в Канаде, где сериал шёл на телеканале YTV. В США он демонстрировался с 31 октября 1991 на Nickelodeon, а в период с 15 августа 1992 по 20 апреля 1996 года — на подразделении Nickelodeon SNICK. В России первые пять сезонов сериала впервые были показаны каналом ТНТ в 1998—1999 годах, последние два сезона транслировал Пятый канал в 2005 году.
В 2019 году было запущено продолжение в формате мини-сериала. На март 2021 вышло два сезона, 3 и 6 серий соответственно.

## Сюжет
Раз в неделю в тайном месте в лесу у костра встречается группа подростков, называющих себя «Обществом полуночников» (англ. The Midnight Society). Они ходят в разные школы и не являются близкими друзьями. На каждой такой встрече один из них рассказывает страшную историю собственного сочинения. Время от времени кто-то из участников приводит новичка; он должен придумать и рассказать свою страшную историю, после чего остальные решают, достоин ли он принятия в «Общество». В одном из эпизодов упоминается о том, что «Общество» имеет богатую историю: в него входил ещё дед нынешнего главы «Общества».
Роль рассказчика переходит по очереди. Иногда рассказчик берёт с собой на встречу предмет, который связан с его историей, или одевается в соответствующую одежду. Перед началом рассказа он со словами «Submitted for the approval of the Midnight Society, I call this story…» (рус. С позволения «Общества полуночников» я назову эту историю...) берёт небольшой мешочек, вынимает из него горсть сахара (персонажи сериала называют это полуночной пылью) и швыряет в костёр, из-за чего тот ярко вспыхивает; на фоне огня появляется название истории, а рассказчик в этот момент зачитывает его вслух. Каждое название начинается со слов «The Tale of…» (рус. История о...). Далее идёт экранизация самой истории; иногда она может один-два раза прерываться, чтобы показать реакцию слушателей на происходящее.
По завершении истории действие возвращается к костру: после короткого обмена мнениями один из членов общества берёт красное ведро с водой и заливает костёр со словами «I declare this meeting of the Midnight Society closed» (рус. Я объявляю эту встречу «Общества полуночников» закрытой), после чего ребята расходятся.

## Концепция
В основе сюжетов большинства серий лежат типичные для детского фольклора истории о призраках, духах, зомби, НЛО, сверхъестественных явлениях либо городские легенды из американских глубинок; встречаются адаптации сказок и рассказов. Например, пилотная серия была адаптацией рассказа Уильяма Джекобса «Обезьянья лапка».
Серии сюжетно не связаны друг с другом. Рассказчик всегда излагает историю в 3-м лице и сам в ней никогда не участвует ни как главный, ни как второстепенный персонаж. «Хэппи-энд» возможен, но не обязателен: во многих сериях конец несчастливый или открытый, с намёком на продолжение.
Герои рассказов с «Обществом полуночников» не пересекаются. Протагонисты большинства историй — школьники (возраст колеблется от предподросткового до позднеподросткового), изредка — немного старше школьного возраста. Герои в разных сериях не повторяются, за редкими исключениями; некоторые персонажи фигурируют в нескольких рассказах в качестве антагонистов или их создателей.
Некоторые эпизоды стоят особняком, например, 1—3 серии 7-го сезона представляют собой единую трилогию «The Tale of the Silver Sight», в которой, ради «разбавления» привычной концепции, главными героями сделаны сами члены «Общества полуночников», а события происходят с ними и не являются чьим-то рассказом; это также единственный раз, когда показана жизнь членов «Общества» вне места встречи у костра.

## Постоянные персонажи («Общество полуночников»)
«Общество полуночников» было придумано в последнюю очередь. В изначальной задумке сериал должен был стать просто набором страшных историй, без связи между сериями, но такие сериалы зачастую быстро теряют популярность, и Д. Дж. Макхейл решил добавить сквозную сюжетную линию и постоянных персонажей. Каждый член «Общества» представлен как конкретная личность: хотя его истории могут быть различны по сюжету и стилистике, в них можно найти отражение его характера, увлечений и его главного страха. К удивлению Д. Дж. Макхейла, «Общество полуночников» обрело у зрителей не меньшую популярность, чем сами истории.
Когда после трёхлетнего перерыва сериал был возобновлён с новым актёрским составом, состав «Общества» кардинально обновился (из старых участников остался только один). На это общество пришлось всего два сезона, и образы его членов раскрыты слабее.

### Общество полуночников 1991—1996
Гэри (Росс Халл) — глава «Общества полуночников». Молодой парень, внешне производящий впечатление «книжного червя». Его истории разворачиваются в основном вокруг проклятий или необычных предметов со сверхъестественными свойствами, которые, оказавшись в неправильных руках, приводят к бедствиям как для их обладателей, так и для окружающих. Страх Гэри — высота.
Бэтти Энн (Рейн Паре-Коулл) — девочка, увлекающаяся всем причудливым и необычным. В её историях инопланетные или сверхъестественные силы вторгаются в мир героев или, наоборот, пытаются утянуть их в свои собственные необычные миры. Страх Бэтти Энн — заброшенные чердаки.
Кики (Джоди Рестер) — девочка-спортсменка, любящая дразнить других и не признающая традиционных девчачьих вещей вроде платьев или косметики. Её истории рассказывают об опасностях, вызванных небрежностью или заблуждениями героев, либо о том, как загадочные события прошлого создают проблемы в настоящем. Большинство её главных героев — чернокожие. Страх Кики — собаки.
Фрэнк (Джейсон Алишаран) — подросток-хулиган, его вступление в «Общество» показано в первой серии. В его историях несколько раз встречается Доктор Винк: он либо сам является антагонистом, либо причастен к его появлению. Фрэнк покидает «Общество» в промежутке между 4-м и 5-м сезонами — его семья переезжает в другой город. Страх Фрэнка — темнота.
Такер (Дэниэл Десанто) — младший брат Гэри, самый младший член «Общества полуночников». Вступает в «Общество» в 3-м сезоне. Такер обожает подшучивать над Гэри и остальными и выводить их из себя. Характерная тема его историй — проблемы в отношениях родственников, которых сюжет приводит к примирению. Возможно, в них отражаются отношения Такера с братом: несмотря на внешнюю конфронтацию Такер явно уважает Гэри и нуждается в его одобрении. Страх Такера не раскрывается.
Саманта, или Сэм (Джоэнна Гарсиа) — скромная девочка-подросток. Вступает в «Общество» в 3-м сезоне. Влюбляется в Гэри, он отвечает ей взаимностью, это становится сюжетной аркой в сценах с «Обществом». В историях Саманты основной темой является сила любви, проявляющаяся даже после смерти персонажей. Страх Саманты — птицы.
Кристен (Рейчел Бланчард) — её характерная черта — брезгливость. Влюблена в Дэвида, и их привязанность, как и у Саманты и Гэри, становится сюжетной аркой в сценах с «Обществом» в первые несколько сезонов. Её рассказы почти всегда связаны с призраками, у которых остались незаконченные дела; главные герои помогают их завершить. Для иллюстрации своих рассказов она любит одеваться в каком-нибудь специфическом стиле. Покидает «Общество» в промежутке между 2-м и 3-м сезонами, когда её семья переезжает в другой город. (В реальности Рейчел Бланчард отказалась сниматься дальше.) Страх Кристен — клоуны.
Дэвид (Натаниель Моро) — тихий мальчик с таинственным выражением лица. Рассказы Дэвида описывают опасности, связанные с незавершёнными в прошлом делами, либо зло, которое прячется в обычных на первый взгляд людях. Семья Дэвида переезжает в другой город в промежутке между 2-м и 3-м сезонами, из-за чего вместе с Кристен покидает «Общество». (Натаниель Моро выбыл из сериала, не договорившись о гонораре.) Страх Дэвида не показан.
Стиг (Коди Лукас Уилби) — друг Такера. Нахальный, во внешнем виде выделяются взлохмаченные, немытые волосы. Другие члены «Общества» относятся к нему как к аутсайдеру. Стиг вступает в «Общество» последним, в первом эпизоде 5-го сезона, и успевает рассказать две истории. Рассказы заимствуют хоррор-элементы из взрослых фильмов ужасов. Его страх не раскрывается.
Эрик (Джейкоб Тирни) — тихий подросток ирландского происхождения (его дед был из Ирландии), в его первой истории фигурирует лепрекон. Присутствует только в первом сезоне и успевает рассказать две истории, причина ухода не объявляется. Общей тематики его истории не имеют. Страх не показан.

### Общество полуночников 1999—2000
Такер (Дэниэл ДеСанто) — единственный член «Общества полуночников», перешедший из первой части, занимает место брата Гэри во главе «Общества».
Куинн (Карим Блэкуелл) — проблемный чернокожий подросток, с которым не могут справиться ни в школе, ни дома.
Ванж (Ванесса Ленгиз) — самый младший член «Общества». Девочка-сорванец, которая не боится высказывать своё мнение.
Энди (Дэвид Девё) — высокий полный подросток, объект насмешек Куинн и Ванж. Единственный, у кого известна деятельность вне «Общества»: он живёт с родителями на ферме и постоянно там работает после школы.
Меган (Элиша Катберт) — девочка из богатой семьи, которая чувствует себя не очень комфортно в лесу, из-за чего она даже предлагала проводить встречи «Общества» на заднем дворе её дома. Такер, будучи не сторонником жёстких правил «Общества», которые придумал его брат, разрешает Меган обустроить для удобства поляну с костром и притащить туда старые кушетки (члены предыдущего «Общества» сидели на брёвнах).

## Актёрский состав
В поисках актёров для сериала его создатель Д. Дж. Макхейл лично объездил всю Северную Америку. Как итог члены «Общества полуночников» и герои их историй представляют собой различные национальности. Но поскольку сериал снимался в Канаде, то большинство актёров были гражданами Канады.
Райан Гослинг был почти утверждён на роль одного из членов «Общества полуночников», но вынужден был отказаться, потому что в тот момент жил в США, где снимался в шоу «Клуб Микки Мауса». Тем не менее позже он появился в качестве гостевого актёра в одной из историй.

## Производство
Названием сериала должно было быть «Scary Tales» («страшилки») по аналогии с английским «Fairy Tales» («сказки»), но когда руководство канала Nickelodeon решило сделать пилотную серию, то они попросили дать сериалу другое название. Думая об альтернативных названиях, Д. Дж. Макхейл в какой-то момент спросил себя: «Чего ты боишься? Боишься ли ты?.. Темноты?»
Стереотипные фразы «С позволения „Общества полуночников“ я назову эту историю…» и «Объявляю заседание общества полуночников закрытым», которыми начинается и завершается каждая история, Д. Дж. Макхейл вставил в сериал как дань уважения Роду Серлингу, который аналогичной фразой объявлял зрителям названия серий в его шоу «Сумеречная зона».
Сцены у ночного костра в лесу снимали в павильоне студии в Квебеке (поэтому, кстати, у членов «Общества полуночников» никогда не идёт пар изо рта). В первом сезоне хронометраж этих сцен был значительно короче, чем в следующих. Во всех сезонах сцены с «Обществом» снимались отдельно от самих историй, одним блоком, чтобы декораторам не приходилось для каждой серии заново строить декорацию поляны.
Большинство кладбищ, показанных в сериале, были настоящими, но канадское законодательство запрещает показывать выбитые на памятниках имена умерших, так что все надгробия, на которых видны имена — специально сделанные для съёмок муляжи. Сцены, разворачивающиеся в лесистой местности, были сняты в дендрарии. Поскольку это охраняемая территория дикой природы, съёмочной группе было запрещено использовать инсектициды для борьбы с комарами. В результате множество лесных сцен состоят из дублей, выбранных при монтаже не потому, что актёры так уж замечательно сыграли в данном случае, а потому, что только во время съёмок этого дубля никто из них не отмахивался от кровососов.
Пилотный эпизод сериала вышел в эфир вечером в Хэллоуин в 1990 году. Узнав об этом, Д. Дж. Макхейл пришёл в ярость, считая, что подростки будут слишком заняты празднованием, чтобы сидеть перед телевизорами, в результате пилотная серия не привлечёт внимания и сериал закроют. Когда этого не случилось, он был приятно удивлён. После показа первого сезона телеканал Nickelodeon дал добро на съёмки второго. У Макхейла никаких идей по поводу сюжетов будущих серий на тот момент не было, и он просто отправил помощников на поиски мест для съёмок в окрестностях Монреаля. Затем, если выбранное место ему нравилось, он начинал работать над сюжетом истории, «подстраивая» его под пейзаж.
Каждая серия идёт в среднем по 22 минуты (как стандартная продолжительность американского сериала). Всего сериал состоит из 7 сезонов по 13 серий (91 серия). На канале Nickelodeon первые 5 сезонов выходили с 1992 года по 1996 год.
В 1999 году сериал был возрождён с другими режиссёрами, сценаристами и актёрами; было снято 2 сезона, которые транслировались в 1999 и 2000 году. Несмотря на то что новая версия имела неплохой успех, было снято только два сезона, после чего сериал был закрыт. В отличие от предыдущих пяти сезонов, чья трансляция длилась как стандартный телесезон — с осени по весну, — трансляция шестого сезона шла с февраля по май, а трансляцию последнего, седьмого сезона сжали всего до двух месяцев.

## Выход на DVD
Официально на DVD все семь сезонов были изданы компанией «Direct Source» (первый сезон был издан 18 апреля 2006 года, последний, седьмой — 19 августа 2008 года), однако первые пять сезонов были выпущены только в Канаде и в США на данный момент доступны только через Amazon.com. Все сезоны были изданы в Регионе 1, но первые четыре сезона были также изданы в Регионе 2 в Великобритании в 2007 и 2008 годах. В апреле 2013 года другая компания «Berkshire Axis Media» заново начала издавать сериал на DVD в Канаде.

## Фильм
13 ноября 2017 года было объявлено, что экранизация сериала находится в разработке у Paramount Players. В декабре 2018 года стало известно, что Paramount Pictures собирается снять фильм, основанный на сериале. Сценарий к фильму, который заявлен как более мрачная версия шоу, напишет Гари Доберман, а на режиссёрское место претендует Ди Джей Карузо. Премьера фильма в России должна была состояться 10 октября 2019 года. Однако 27 февраля 2019 года Paramount удалила фильм из своего графика релизов. Летом этого же года стало известно, что Доберман покинул проект.

## Продолжение
14 февраля 2019 года стало известно, что к производству планируется продолжение в виде мини-сериала. Премьера состоялась 7 октября 2019 года на Nickelodeon, в России — 15 марта 2020 года.
Первый сезон мини-сериала состоит из трёх часовых эпизодов. Сценарием занимались БенДэвид Грабински и Дин Израэлайт. Джереми Рэй Тейлор в роли Грэма, Мия Чех в роли Акико, Лилиана Рэй в роли Рейчел, Сэм Эш Арнольд в роли Гэвина, Тамара Смарт в роли Луизы составили новое Общество полуночников, а Рафаэль Касаль сыграл мастера ринга Карнавала Судьбы, мистера Топхата. Это последнее живое производство под брендом DHX Media.
19 февраля 2020 года было объявлено о производстве 2 сезона под названием «Are You Afraid of the Dark?: Curse of the Shadows» («Боишься ли ты темноты? Проклятие теней»). Премьера нового сезона состоялась 12 февраля 2021 года. Сезон состоит из 6 серий.
Продолжение выполнено в стиле 1—3 серии 7-го сезона («The Tale of the Silver Sight»): каждый сезон описывает единую историю, в которой члены «Общества полуночников» оказываются вынуждены противостоять сверхъестественной силе, вторгающейся в их жизнь. При этом сюжеты первого и второго сезонов между собой не связаны, а «Общества полуночников» не пересекаются и единственное, что их объединяет — это тематика и ритуал рассказывания страшилок.